# 暁の合唱 (1941年の映画)
『暁の合唱』（あかつきのがっしょう）は、1941年に公開された清水宏監督の日本映画。

## 概要
石坂洋次郎の同名小説が原作。

## スタッフ
- 監督 - 清水宏[1]
- 脚本 - 斎藤良輔[1]
- 原作 - 石坂洋次郎 小説『暁の合唱』[1]
- 撮影 - 猪飼助太郎[1]
- 美術 - 江坂実[1]
- 音楽 - 伊藤宣二[1]

## キャスト
- 木暮実千代 - 斎村朋子[1]
- 佐分利信 - 浮田兼輔[1]
- 坂本武 - 斎村兵吉[1]
- 川崎弘子 - 小出米子[1]
- 近衛敏明 - 小出三郎[1]
- 吉川満子 - 斎村美代[1]
- 日守新一[1] - 萩村運転手[2]
- 飯田蝶子 - お婆さん[1]
- 縣秀介 - 教師[1]
- 仲英之助 - 巡査[1]
- 平井岐代子 - 三好英子[1]
- 文谷千代子 - 平田君江[1]
- 松尾千鶴子 - 鈴木八重子[1]
- 沖田儀一 - 斎村銀二郎[1]

## リメイク
- 1955年 『暁の合唱』 枝川弘監督、大映東京撮影所[3]
- 1963年 『暁の合唱』 鈴木英夫監督、宝塚映画[4]